# Orland (Kalifornija)
Orland je grad u američkoj saveznoj državi Kalifornija. Prema popisu stanovništva iz 2010. u njemu je živjelo 7.291 stanovnika.